# Saint-Vincent-de-Connezac
Saint-Vincent-de-Connezac è un comune francese di 551 abitanti situato nel dipartimento della Dordogna nella regione della Nuova Aquitania.

## Società

### Evoluzione demografica
Abitanti censiti